# Hans Olav Lahlum
Hans Olav Lahlum (12 de setembro de 1973, Mo i Rana) é um historiador norueguês, autor de romances policiais, jogador de xadrez e político. Ele escreveu biografias sobre Oscar Torp, Haakon Lie e  Reiulf Steen, todos políticos noruegueses e um livro de história sobre todos os presidentes dos Estados Unidos.

### Não-ficção
- iktige personskifter i DNA 1945-75: Fra Gerhardsens lukkede oligarki til Brattelis åpne organisasjonsdemokrati? (2002)
- Oscar Torp - en politisk biografi (2007), ISBN 978-82-02-28337-7
- Presidentene. Fra George Washington til George W. Bush (2008), ISBN 978-82-02-27727-7
- Slik jeg ser det nå (2008), ISBN 978-82-02-28755-9
- Haakon Lie. Historien, mytene og mennesket (2009), ISBN 978-82-02-27726-0
- Noen av oss har snakket sammen. Personskifter i Arbeiderpartiet under Gerhardsen og Bratteli (2010), ISBN 978-82-02-33771-1
- Et kvart liv: Håvard Vederhus 1989–2011 (2013), ISBN 978-82-02-41120-6
- Britiske statsministre 1900-2015. Fra Lord Salisbury til David Cameron (2015)
- Sjakkgeniene : Historien om verdensmesterne, med Atle Grønn (2018)
- Reiulf Steen : historien, triumfene og tragediene (2019)
- Trump, Biden og slaget om USA (2020), ISBN 978-82-02-67737-4

### Ficção
- Menneskefluene (2010) ISBN 978-82-02-33653-0
- Satellittmenneskene (2011) ISBN 978-82-02-36589-9
- Katalysatormordet (2012) ISBN 978-82-02-37967-4
- Lahlums utvalgte: noveller fra krimlitteraturens pionerer (2012) ISBN 978-82-02-38311-4
- De fem fyrstikkene (2012) ISBN 978-82-02-39457-8
- Kameleonmenneskene (2013) ISBN 978-82-02-42316-2
- Huset ved havet (2013) ISBN 978-82-02-42318-6
- Maurtuemordene (2014) ISBN 978-82-02-45093-9
- Haimennesket (2015) ISBN 978-82-02-49149-9
- Sporvekslingsmordet (2016) ISBN 978-82-02-52210-0
- De fems tegn (2017) ISBN 978-82-02-55554-2
- Isbjørngåten (2018) ISBN 978-82-02-59555-5
- Avklaringene (2019) ISBN 978-82-02-63995-2
- Svanemordet (2020) ISBN 978-82-02-67491-5
- Oppdraget (2020) ISBN 978-82-02-68439-6
- Sneen var ren (2021) ISBN 978-82-02-72275-3
- Søskenmysteriene (2022) ISBN 978-82-02-76284-1

### Livros em português

#### Em Portugal
- Crime Num Quarto Fechado (Edições Asa, 2015)
- À Mesa Com o Assassino (Edições Asa, 2016)